# Liste der Monuments historiques in Wintzenheim
Die Liste der Monuments historiques in Wintzenheim führt die Monuments historiques in der französischen Gemeinde Wintzenheim auf.

## Liste der Bauwerke
| Bezeichnung                              | Beschreibung                                                             | Standort                                    | Kennzeichnung | Schutzstatus | Datum | Bild           |
| ---------------------------------------- | ------------------------------------------------------------------------ | ------------------------------------------- | ------------- | ------------ | ----- | -------------- |
| Kapelle Sainte-Thérèse-de-l’Enfant-Jésus | auch Kapelle Herzog; 1860–1862 erbaut, Entwurf Johann van Soolen         | Logelbach, rue Herzog (Lage)                | PA00085737    | Inscrit      | 1984  | weitere Bilder |
| Pflixburg                                | Ruine einer Höhenburg, zwischen 1212 und 1219 erbaut; um 1450 aufgegeben | Wintzenheim, westlich des Ortes (Lage)      | PA00085739    | Inscrit      | 1968  | weitere Bilder |
| Burg Hohlandsberg                        | Ruine einer Höhenburg, 1279 erbaut; 1637 zerstört                        | Wintzenheim, südwestlich des Ortes (Lage)   | PA00085738    | Classé       | 1840  | weitere Bilder |
| Synagoge                                 | 1752 erbaut, mehrfach umgestaltet und erweitert                          | 1 rue de la Synagogue (Lage)                | PA00135163    | Inscrit      | 1995  | weitere Bilder |
| Ferme Saint-Gilles                       | Bauernhof, nach 1815, mit Resten der Klosterkapelle von 1325             | Wintzenheim, route des Cinq Châteaux (Lage) | PA68000038    | Inscrit      | 2002  | weitere Bilder |
| Römische Etappenstation                  | Mauerreste des 1. bis 4. Jahrhunderts                                    | Wintzenheim, südlich des Ortes (Lage)       | PA00085740    | Classé       | 1977  |                |

## Liste der Objekte
| Bezeichnung                                                                        | Beschreibung                                                         | Standort                                                     | Kennzeichnung | Schutzstatus | Datum | Bild |
| ---------------------------------------------------------------------------------- | -------------------------------------------------------------------- | ------------------------------------------------------------ | ------------- | ------------ | ----- | ---- |
| Votivbild Betende Frau (1)                                                         | Ölfarbe auf Holz, Mitte des 19. Jahrhunderts                         | Wintzenheim, in der Kapelle Notre-Dame-du-Bon-Secours (Lage) | PM68000839    | Classé       | 2004  |      |
| Votivbild Sturz eines Mannes vom Balkon                                            | Ölfarbe auf Holz, Mitte des 19. Jahrhunderts                         | Wintzenheim, in der Kapelle Notre-Dame-du-Bon-Secours (Lage) | PM68000848    | Classé       | 2004  |      |
| Skulptur Madonna mit Kind                                                          | Holz, farbig gefasst, Anfang des 16. Jahrhunderts                    | Wintzenheim, in der Kirche St-Laurent (Lage)                 | PM68000593    | Classé       | 1991  |      |
| Pietà                                                                              | Holz, farbig gefasst und vergoldet, 1627                             | Wintzenheim, in der Kapelle Notre-Dame-du-Bon-Secours (Lage) | PM68000832    | Classé       | 2004  |      |
| Skulptur Paulus                                                                    | Holz, farbig gefasst und vergoldet, 17. oder 18. Jahrhundert         | Wintzenheim, in der Kapelle Notre-Dame-du-Bon-Secours (Lage) | PM68000834    | Classé       | 2004  |      |
| Votivbild Betende Familie (1)                                                      | Ölfarbe auf Holz, 1853                                               | Wintzenheim, in der Kapelle Notre-Dame-du-Bon-Secours (Lage) | PM68000842    | Classé       | 2004  |      |
| Votivbild Der heilige Jakobus bittet bei der Madonna für eine Frau und ein Mädchen | Ölfarbe auf Holz, 1854                                               | Wintzenheim, in der Kapelle Notre-Dame-du-Bon-Secours (Lage) | PM68000845    | Classé       | 2004  |      |
| Skulptur Heiliger Ägidius                                                          | Holz, um 1700                                                        | Wintzenheim, in der Kapelle Notre-Dame-du-Bon-Secours (Lage) | PM68001407    | Inscrit      | 2001  |      |
| Gemälde Siegreiche Madonna                                                         | Ölfarbe auf Leinwand, vergoldeter Holzrahmen, 1781 von Martin Müller | Wintzenheim, in der Kapelle Notre-Dame-du-Bon-Secours (Lage) | PM68000835    | Classé       | 2004  |      |
| Votivbild Mutter und Kind im Sterbebett                                            | Ölfarbe auf Holz, Mitte des 19. Jahrhunderts                         | Wintzenheim, in der Kapelle Notre-Dame-du-Bon-Secours (Lage) | PM68000838    | Classé       | 2004  |      |
| Votivbild Betende Frau (2)                                                         | Ölfarbe auf Holz, 1850                                               | Wintzenheim, in der Kapelle Notre-Dame-du-Bon-Secours (Lage) | PM68000840    | Classé       | 2004  |      |
| Votivbild Kapelle Notre-Dame-du-Bon-Secours                                        | Ölfarbe auf Holz, Mitte des 19. Jahrhunderts                         | Wintzenheim, in der Kapelle Notre-Dame-du-Bon-Secours (Lage) | PM68000847    | Classé       | 2004  |      |
| Votivbild Sturz in einen Mühlbach                                                  | Ölfarbe auf Pappe, Mitte des 19. Jahrhunderts                        | Wintzenheim, in der Kapelle Notre-Dame-du-Bon-Secours (Lage) | PM68000850    | Classé       | 2004  |      |
| Skulptur Petrus                                                                    | Holz, farbig gefasst und vergoldet, 17. oder 18. Jahrhundert         | Wintzenheim, in der Kapelle Notre-Dame-du-Bon-Secours (Lage) | PM68000833    | Classé       | 2004  |      |
| Votivbild Fuß                                                                      | Ölfarbe auf Holz, drittes Viertel des 19. Jahrhunderts               | Wintzenheim, in der Kapelle Notre-Dame-du-Bon-Secours (Lage) | PM68000841    | Classé       | 2004  |      |
| Votivbild Betende Frau (3)                                                         | Ölfarbe auf Leinwand, Mitte des 19. Jahrhunderts                     | Wintzenheim, in der Kapelle Notre-Dame-du-Bon-Secours (Lage) | PM68000846    | Classé       | 2004  |      |
| Votivbild Betende Kinder vor der Beschießung von Neuf-Brisach                      | Ölfarbe auf Holz, 1870                                               | Wintzenheim, in der Kapelle Notre-Dame-du-Bon-Secours (Lage) | PM68000849    | Classé       | 2004  |      |
| Glocke                                                                             | Bronze, 1820 gegossen                                                | Wintzenheim, in der Kapelle Notre-Dame-du-Bon-Secours (Lage) | PM68001438    | Inscrit      | 2002  |      |
| Skulptur Heiliger Christophorus                                                    | Holz, farbig gefasst, Anfang des 16. Jahrhunderts                    | Wintzenheim, in der Kapelle Notre-Dame-du-Bon-Secours (Lage) | PM68000831    | Classé       | 2004  |      |
| Gemälde Notre-Dame-du-Bon-Secours                                                  | Ölfarbe auf Leinwand, vergoldeter Holzrahme, 1781 von Martin Müller  | Wintzenheim, in der Kapelle Notre-Dame-du-Bon-Secours (Lage) | PM68000836    | Classé       | 2004  |      |
| Votivbild Hauptaltar der Kapelle                                                   | Pastellfarben auf Pappe, 1856                                        | Wintzenheim, in der Kapelle Notre-Dame-du-Bon-Secours (Lage) | PM68000837    | Classé       | 2004  |      |
| Votivbild Betende Familie (2)                                                      | Ölfarbe auf Leinwand, Mitte des 19. Jahrhunderts                     | Wintzenheim, in der Kapelle Notre-Dame-du-Bon-Secours (Lage) | PM68000843    | Classé       | 2004  |      |
| Votivbild Betender Mann vor Sternenhimmel                                          | Aquarellfarben auf Papier, 1861                                      | Wintzenheim, in der Kapelle Notre-Dame-du-Bon-Secours (Lage) | PM68000844    | Classé       | 2004  |      |